# Driewegen (Borsele)
Driewegen (51° 25′ N, 3° 48′ L) é uma cidade dos Países Baixos, na província de Zelândia. Driewegen (Borsele) pertence ao município de Borsele, e está situada a 16 km sudeste de Middelburg.
Em 2001, a cidade de Driewegen tinha 85 habitantes. A área urbana da cidade é de 0.017 km², e tem 35 residências.
A área de Driewegen, que também inclui as partes periféricas da cidade, bem como a zona rural circundante, tem uma população estimada em 570 habitantes.